# 布鲁塞尔公园
布鲁塞尔公园（法語：Parc de Bruxelles），荷兰语中常称瓦兰德公园（荷蘭語：Warandepark），是布鲁塞尔市内最大的公园。周围有布鲁塞尔王宫、比利時聯邦議會以及美国驻比利时大使馆。夏天，免费派对周末在公园中心举行。其边上还有皇家公园剧院。